# Gerhard Loew
Gerhard Loew (* 1941) ist ein Münchner Theaterautor, Spielleiter und Turmschreiber. Seit dem Jahr 2004 ist er Hausautor der Gerhard Loew Bühne mit regelmäßigem Spielbetrieb derzeit im Fools Theater in Holzkirchen. 

## Leben
Mit dem Theaterstücke-Schreiben befasst sich Gerhard Loew seit seinem 25. Lebensjahr.
In den 1970er Jahren verfasste Gerhard Loew für die Iberl Bühne – deren Mitbegründer und Hausautor er war – die ersten zehn Theaterstücke, u. a. Da Hochstandsjosef, Egmating, Die letzte Nachtigoi, Passion und nicht zuletzt die berühmte Grattleroper, die über die bayerischen Sprachgrenzen hinaus zum Klassiker wurde. (Im Hamburger Ohnsorg-Theater in Plattdeutsch).
In der Leutstettener Zeit entstanden Stücke wie: Herent und Drent, die bayerischen Musicals: Kinipfingst, Struwebäda, Brootznschiassn, sowie Komödien wie: Da Weihnachter, Saubohnenplanet, Wer ko der ko, Servus Adolf, Talk Extra und etliche mehr.
In diese Zeit fallen auch ein Dutzend Fernsehaufzeichnungen (BR Fernsehen, ZDFtheaterkanal u. a.)

## Gerhard Loew Bühne

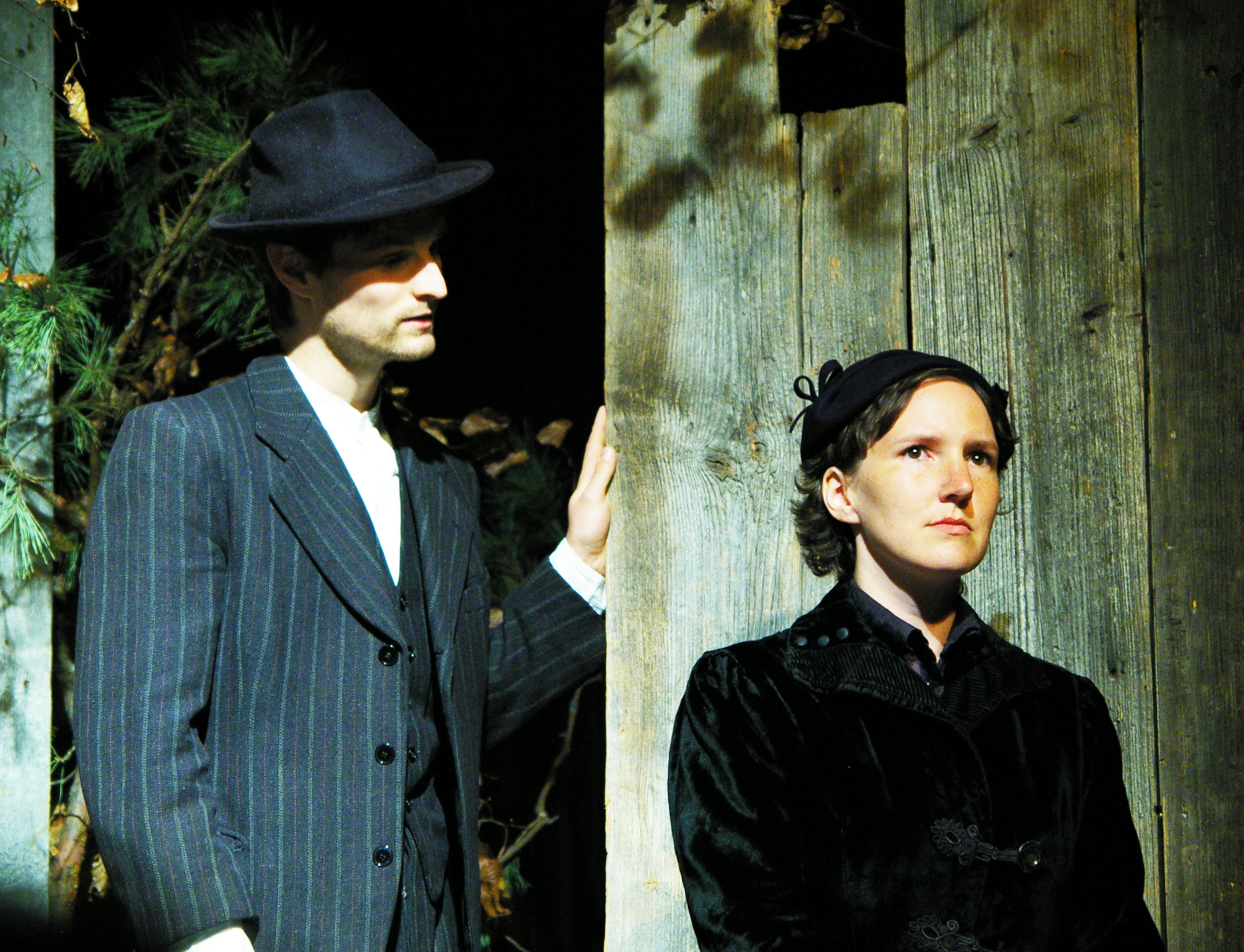
Theater Holzhausen -Die Grattleroper-
Waltraud Hochradl als Maria, Gunther Boennecken als Oarstocker

Die Gerhard Loew Bühne ist eine Weiterentwicklung und Fortführung des Theater am Hof in Leutstetten, das wiederum vor rund 20 Jahren aus einer Abspaltung von der Iberl-Bühne entstanden war. Die Gerhard-Loew-Bühne möchte eine Verbindung von traditionellem Volkstheater mit aktuellen musikalischen und literarischen Bezügen herstellen und erhalten. Mit gescheitem Witz und Hintergründigkeit, will sie gegen das „Depperlspiel kalauernder Prospektbayern“ anspielen und der bayerischen Bühnensprache wieder zu ihrer unverblümten Deftigkeit und spielerischen Lyrik verhelfen.